# Aurora (nome)
Aurora é um nome feminino, originando-se na Roma Antiga do nome da deusa do amanhacer Aurora.

## Nome indiano
O nome Sanksrit Aarushi (Arushi), que significa os primeiros raios do sol no amanhecer, está intimamente relacionado. O nome Arushi deriva da palavra Arusha, que aparece no Rig Veda. Os hinos védicos compostos em louvor do deus do fogo Agni referem-se à cor vermelha da aurora como Arusha.
O nome Aurora ou Arora também é usado pela comunidade Khatri do Paquistão Ocidental como sobrenome; o nome tem uma origem indo-grega do nome Aurora. Pode ser escrito da mesma forma que Aurora ou Arora em sobrenomes familiares ou nomes femininos.

## Nome russo
A variante usada na língua russa é "Авро́ра" (Avrora). Enquanto em uso antes do século XX, tornou-se mais comum após a Revolução Russa de 1917, devido ao papel que o cruzador Aurora desempenhou nos eventos. Em 1924-1930, o nome foi incluído em vários calendários soviéticos, que incluíam nomes novos e criados artificialmente promovendo as novas realidades soviéticas e encorajando a ruptura com a tradição de usar os nomes na Menologia Sinodal. Os diminutivos deste nome incluem "Авро́рка" (Avrorka), "А́ва" (Ava), "А́ра" (Ara), e "Ро́ра" (Rora).

## Pessoas
- Aurora: cantora norueguesa.
- Aurora Augusta: jornalista, escritora e poetisa portuguesa.
- Aurora Carapinha: pesquisadora, professora e arquiteta paisagista portuguesa.
- Aurora Correa: professora e escritora mexicana.
- Aurora Cunha: atleta portuguesa especializada em corridas de longa distância.
- Aurora Duarte: atriz, roteirista, produtora, poetisa e documentarista brasileira.
- Aurora Fornoni Bernardini: tradutora, romancista, pesquisadora e professora italiana.
- Aurora Fúlgida: atriz brasileira nascida na Romênia.
- Aurora Maria Nascimento Furtado: militante da Ação Libertadora Nacional que lutou pelo socialismo  no Brasil.
- Aurora Miranda: atriz e cantora brasileira.
- Aurora Molina: atriz espanhola.
- Aurora Nunes Wagner: pesquisadora e poetisa brasileira.
- Aurora Pijuan: modelo filipina.
- Aurora Quezon: enfermeira e primeira-dama filipina.
- Aurora Rodrigues: juiza portuguesa.
- Aurora Serenaj: futebolista albanesa.
- Aurora Snow: atriz pornográfica norte-americana.
- Aurora Teixeira de Castro: advogada, escritora, tradutora e ativista portuguesa.

## Personagens fictícios
- Aurora (Disney): protagonista na versão da Disney de 1959 de A Bela Adormecida.
- Aurora Ponce de León Paterson: protagonista da telenovela americana Aurora.
- Aurora Sinistra: professora de astronomia na série literária Harry Potter.

- Todas as páginas cujo título começa por "Aurora"
- Todas as páginas que tenham "Aurora" no título
- Busca por "aurora"